# Domo José María Vargas
El Domo José María Vargas del Complejo Deportivo, Turístico y Cultural José María Vargas (también conocido simplemente como Polideportivo José María Vargas) es un pabellón techado o gimnasio cubierto de usos múltiples ubicado en la Av. Carlos Soublette, de la parroquia del municipio Vargas, en Maiquetía, estado La Guaira. 
Fue bautizado así en honor del reconocido Doctor y expresidente de Venezuela José María Vargas. Es un recinto de propiedad pública administrado por el gobierno del estado La Guaira a través del Instituto de Deportes de dicha entidad federal. Posee una capacidad mínima para albergar 5000 espectadores pero puede ser acondicionado para recibir hasta 7000 personas. Incluye un tabloncillo removible, iluminación, equipos de audio, un tablero electrónico de 4 caras, oficinas, áreas de prensa, enfermería, camerinos, entre otras comodidades. Ha sido usado para la práctica de Baloncesto, boxeo, voleibol, fútbol sala y otros deportes de conjunto.

## Historia
Fue inaugurado oficialmente el 21 de noviembre de 2008 por las autoridades regionales Junto con otras instalaciones deportivas, en vista de la falta de un recinto polideportivo en la región. Ese mismo año fue admitido por la Liga Profesional de Baloncesto de Venezuela para ser usado por la Franquicia que hasta entonces pertenecía a un equipo del estado táchira, siendo conocido a partir de entonces el conjunto como Bucaneros de La Guaira.